# Aeropuerto (pel·lícula de 1953)
Aeropuerto és una comèdia coral espanyola dirigida per Luis Lucia i estrenada el 1953. Com a tema musical principal compta amb la cançó ‘Yo soy esa’, de Manuel Quiroga i cantada per Juanita Reina. Fou produïda per Cifesa.

## Argument
El Aeroport de Madrid-Barajas, Madrid, és un tràfec constant d'històries personals i situacions que la pel·lícula aprofita. Fernando és un pilot que porta a una nena per a lliurar-la a uns familiars. Ceferino i la seva dona han guanyat en un concurs el viatge a Paraguai, però desitgen conèixer l'avió que els portarà. El Sr. Bertrán torna a Espanya després de molts anys d'exili, amb la tensió que això li suposa.

## Repartiment
- Fernando Fernán Gómez - Luis
- Margarita Andrey - Lilliane
- Fernando Rey - Fernando
- María Asquerino - María
- María Teresa Reina - Isabel
- Manolo Morán - Beltrán
- Julia Caba Alba - Albertina
- Juan Vázquez - Ceferino
- José Isbert - Manolo
- Fernando Sancho - Mr. Fogg
- Elvira Quintillá - Florista
- Antonio Riquelme - Comisario
- José Franco - Señor Comas
- Félix Fernández - M. Lacombre
- Adriano Domínguez - Mendoza
- Manuel Arbó
- Ramón Elías - Maitre de la boite
- Casimiro Hurtado - Emilio
- Xan das Bolas
- Lola del Pino - Lola
- Ana de Leyva
- Arturo Marín - Pepe "El Tasca"
- Manuel Guitián – Cambrer
- Félix Dafauce
- Manuel Dicenta - Ramón
- Valeriano Andrés - Peña
- Manuel Requena - Nemesio
- Milagros Carrión - Quiosquera
- Delia Luna
- Manuel San Román - Policía
- Mercedes Muñoz Sampedro - Criada de Fernanda
- Juana Ginzo
- José Sepúlveda
- José Blanch
- Juanita Reina - Canzonetista
- Francisco Bernal - Taxista d'Isabel
- Eduardo Fajardo – Home a la disco
- Charito Leonís - Bailarina
- José Manuel Martín
- Antonio Ozores - Dependent
- Ángel Álvarez - Lorenzo

## Premis
La pel·lícula va aconseguir un premi econòmic de 100.000 ptes, als premis del Sindicat Nacional de l'Espectacle de 1953.